# The Matrix Online
The Matrix Online (conosciuto anche come Matrix Online) era un videogioco MMO sviluppato dalla Monolith Productions creata da Richard Carroll; si trattava del seguito ufficiale della trama della trilogia cinematografica di Matrix. Il beta-testing del gioco si è concluso nel giugno del 2004 e il gioco fu poi aperto nel novembre del 2004 per le persone che lo avevano prenotato. La Warner Bros. e SEGA pubblicarono ufficialmente MxO il 22 marzo 2005 negli Stati Uniti, mentre in Europa uscì il 15 aprile 2005. Il videogioco fu infine chiuso il 31 luglio 2009 dalla Sony Online Entertainment.
La Ubisoft si tirò fuori dall'accordo di co-pubblicare il gioco. Sia la Ubisoft che la Warner Bros. dichiararono in seguito che questa decisione non ha avuto un impatto negativo sulle loro relazioni. In quel periodo circolarono dubbi sul gioco all'interno dell'azienda, basati sulle scialbe accoglienze di pubblico degli ultimi due film di Matrix e sul sovraffollato mercato dei MMORPG.

## Modalità di gioco
Il giocatore assume il ruolo di una Pillola Rossa (umano liberato da Matrix) o di una Pillola Azzurra (umano che non ha coscienza di vivere in un mondo fittizio, ovvero Matrix). Durante la creazione del nuovo personaggio, il giocatore ha la possibilità di scegliere una Pillola Azzurra che ritorna alla propria vita precedente (abbandonare il gioco) o una Pillola Rossa, che libererà le menti delle Pillole Azzurre da Matrix e che permetterà loro di uscirne e di scoprire qual è il mondo reale. I giocatori quindi devono scegliere tra la Pillola Rossa che li condurrà fuori da Matrix o la Pillola Azzurra che li farà restare nella neuro-simulazione interattiva creata dalle Macchine. Subito dopo la scelta tra le due pillole, il giocatore assisterà ad un tutorial sui comandi del gioco, incluse le modalità delle missioni e il sistema di combattimento. Dopo il tutorial, i giocatori sono quindi liberi di vagare per Mega City (la gigantesca metropoli in cui si sviluppa la storia di Matrix).

### Combattimento
Il combattimento si suddivide in due parti distinte e separate: fuoco libero e Interlock (Interblocco). La modalità fuoco-libero permette di ingaggiare sparatorie su vasta scala, mentre l'Interlock è spesso suddiviso tra mosse di arti marziali effettuate col bullet-time e sparatorie a stretto contatto.
Ci sono tre classi principali in Matrix Online: Coder, Hacker, e Operative. I Coder creano uno speciale "simulacro" che combatte per loro. Gli Hacker manipolano il codice di Matrix per raggiungere amici e nemici a distanza, sia per danneggiarli, declassando le loro abilità nel combattimento, sia per curarli e per potenziarli. Gli Operative sono i soldati ordinari visti nei film: lottatori di arti marziali, uomini armati, e la nuova classe di Spie, concentrata esclusivamente sui combattimenti furtivi e sul lancio di coltelli. Le munizioni, i proiettili e i coltelli, questi ultimi esclusivi delle Spie-lanciatori, sono illimitati.
Nella modalità fuoco libero, gli Operative si arrecano danni l'un l'altro. I lottatori di arti marziali devono essere vicini ai loro obiettivi per essere efficaci, e dato che le abilità più pericolose delle Spie vengono fuori con la modalità Interlock, riescono a spingere i loro avversari in questa modalità. Ogni attacco ed ogni abilità vengono utilizzati in maniera intervallata nel tempo, basati sul sistema di danneggiamento per secondo (abbreviato D.P.S.). Per esempio, il più potente fucile dentro Matrix arriva a fare 15 punti-danno al secondo ed ha una velocità di fuoco di 3.5 secondi, il che significa che, nella modalità fuoco libero, causa un danno base di 52,5 punti, ma ovviamente cambia a seconda delle statistiche dei giocatore. Dalla parte opposta, l'attacco più potente di un Hacker come ad esempio il Logic Barrage (Sbarramento Logico) 4.0 causa 63 D.P.S., ma avendo un breve periodo di tempo per crearlo, causa solo 120-180 punti-danno.
Nella modalità Interlock o Combattimento Ravvicinato, i due giocatori si arrecano danni a turno. Ogni turno dura esattamente 4 secondi. Per ogni turno, l'accuratezza dei due giocatori si oppone alle difese di entrambi, che man mano si affievoliscono o rimangono stabili grazie ad una ruota della "fortuna" casuale. Ci sono 3 differenti esiti per ogni turno: "colpito-colpito", "colpito-mancato", "mancato-mancato". Nel "colpito-mancato", uno dei giocatori è andato a segno colpendo l'altro mentre l'altro ha evitato o ha bloccato il colpo dell'avversario. In "mancato-mancato", entrambi i giocatori sono usciti indenni dal turno perché nessuno dei 2 è riuscito a colpire l'altro. Va da sé che nel "colpito-colpito", un giocatore riesce a colpire l'altro e a sua volta viene colpito anch'esso in un contrattacco. Tuttavia, quando vengono attivate delle abilità speciali, potrebbero non esserci turni "colpito-colpito", mentre possono comunque presentarsi turni "mancato-mancato".
Quando si subisce o si arreca danno, la potenza del danno di un giocatore si oppone alla resistenza al danno dell'altro giocatore (ad esempio, il danno balistico di un uomo armato contro la resistenza balistica dell'avversario). Una più alta resistenza contro un danno minore comporta che il giocatore difensivo non subirà un alto numero di danni.
Quando si attacca o ci si difende dagli attacchi, l'accuratezza del giocatore si scontra con la difesa dell'avversario apposita per lo stesso tipo di attacco.
Non ci sono combattimenti a turno in Matrix Online. Tutti i combattimenti hanno luogo in "tempo reale", e le battaglie su vasta scala sono spesso decise solamente dal numero di forze da entrambi i lati. Ammassare un gran numero di giocatori per controllare il campo di battaglia viene chiamato comunemente "ondata".
Non c'è un modo per rendere spendibili i punteggi ottenuti nei combattimenti giocatore contro giocatore, anche se in seguito poi sono stati aggiunti oggetti ottenibili dopo un combattimento, come ad esempio manufatti che finiscono nel gioco e che venendo presi e portati in giro dal giocatore, gli garantiscono molti poteri. Per questo motivo venivano definiti "portatili".

### Missioni ed organizzazioni
Dopo una serie iniziale di missioni introduttive, i giocatori possono unirsi ad una delle 3 organizzazioni che operano dentro Matrix, ognuna di esse con obiettivi, ideali e metodi diversi l'una dall'altra: Zion, le Macchine e i servi del Merovingio.
Al fine di ottenere missioni altamente critiche e spinose, i giocatori devono svolgere missioni al servizio delle organizzazioni di cui fanno parte, che incrementeranno la loro reputazione con essa ma, al tempo stesso, la rovineranno con le altre due.

#### Zion
Zion è l'ultima città reale composta da umani sulla Terra, nascosta nelle viscere terrestri, vicino al nucleo, e sempre pronta a proteggere i suoi cittadini dalle Macchine che vedono coloro che si sono "risvegliati" come una potenziale minaccia per coloro i quali sono ancora connessi a Matrix. Quelli che scelgono di stare dalla parte di Zion normalmente vengono arruolati nel suo esercito e vedono questa cosa come la maniera migliore per proteggere gli ideali di libertà del popolo di Zion.

#### Le Macchine
La motivazione principale per stare dalla parte delle Macchine è che questa organizzazione è vista come la maggior contribuente nel mantenere lo status-quo dentro Matrix e nel proteggere le vite di coloro che sono ancora connessi ad esso, le Pillole Azzurre. Ciononostante, ci sono anche quelli che credono che la sola maniera per migliorare i rapporti uomini-macchine è quella di lavorare a stretto rapporto con esse, giudicando l'associazione a questo gruppo in modo del tutto positivo.

#### I servi del Merovingio
Quelli che lavorano per il Merovingio sono nella posizione di non agire per scopi ben precisi né di stare dalla parte delle Macchine né da quella di Zion, bensì agiscono solo quando c'è una possibilità di profitto e lucro per l'intera organizzazione. Allo stesso tempo, questa organizzazione viene scelta da alcuni giocatori poiché è l'unica a proteggere gli Esuli, ovvero i programmi che non sono più utili per il sistema e che pur di non essere cancellati da Matrix preferiscono risiedervi comunque illegalmente in esso, venendo nascosti dal potente trafficante di informazioni quali è il Merovingio.

#### Sub-organizzazioni
I giocatori non potevano compiere missioni per queste organizzazioni, dato che, al fine di continuare la storia della trilogia, erano leggermente separate dalle loro fonti originali, ovvero le 3 organizzazioni maggiori. Allo stesso tempo però i giocatori hanno sempre ricevuto notizie in diretta riguardo a queste sub-organizzazioni.

##### EPN - E Pluribus Neo(originata da Zion)
I membri della EPN erano devoti a quella che essi chiamavano "l'Eredità di Neo". Essa permetteva soprattutto di dare la possibilità alle Pillole Azzurre di porsi domande sulla vera natura della loro "realtà", su Matrix e di avere la scelta se restarci oppure uscirne divenendo Pillole Rosse. Nemici acerrimi delle Macchine, e dei Cypheriti in particolare, alcuni membri di questa organizzazione facevano parte di alcune scuole di pensiero fondamentaliste che credevano che l'unica maniera per risolvere i problemi degli umani fosse quella di liberare tutti quanti loro da Matrix. I discepoli di questa scuola di pensiero erano guidati da Kid, (una Pillola Azzurra liberata da Neo che i fan hanno conosciuto come schiavo di Matrix in Animatrix e poi Pillola Rossa liberata in Matrix Reloaded e Matrix Revolutions) e dalla sua vecchia amica Shimada, che svolgeva anche il ruolo di supervisore delle missioni.

##### Cypheriti(originati dalle Macchine)
Visti normalmente come l'elemento estremista dell'organizzazione delle Macchine, i Cypheriti ricalcavano i passi di Cypher (la talpa nella nave di Morpheus nel primo film per conto delle Macchine), volendo essere reinseriti in Matrix come Pillole Azzurre, in modo da dimenticare la vera natura della neuro-simulazione interattiva creata dalle Macchine per tenere sotto scacco gli umani. Il nome del loro hovercraft, Blue Dreamer, rispecchiava queste loro intenzioni. Erano capitanati da Cryptos e dal suo capitano in seconda, la traditrice di Zion, Veil. Quando si è venuto a sapere che Cryptos era un programma delle Macchine che viveva nel corpo di una Pillola Rossa, Veil ha assunto il comando dell'organizzazione.
In seguito, nel Capitolo 11.3, i Cypheriti e gli EPN sono stati ritirati dal gioco come organizzazioni giocabili. Le fazioni esistenti che avevano tag come "EPN/CYPH" nel nome della loro fazione hanno mantenuto attivi i loro tag, anche se si sono sciolte o sono state riformate, senza ottenere quindi nuovi tag. Da quel momento in avanti, non sono state inviate più notizie in diretta riguardo a queste due sub-organizzazioni.

## Il prosieguo della storia
Un altro degli aspetti significativi e distintivi di Matrix Online era l'inclusione e l'importanza di quello che era chiamato "il prosieguo della storia". Bisogna infatti sapere che il gioco era il seguito ufficiale dell'universo, della storia e dei personaggi creati con la saga di Matrix che include la trilogia di Matrix, Matrix Reloaded e Matrix Revolutions più i cortometraggi di Animatrix, i due videogames Enter the Matrix e The Matrix: Path of Neo, per finire poi con una serie di fumetti ufficiali chiamati "The Matrix Comics".
Questa continuazione fu scritta dal pluri-premiato scrittore di fumetti Paul Chadwick con la conseguente collaborazione del capo-designer del gioco, Ben "Rarebit" Chamberlain. La continuazione è stata accettata ufficialmente dopo una verifica dei creatori di Matrix, gli allora fratelli Wachowski, fino alla fine del Capitolo 9.

### Evoluzione della trama
La storia continuava in tempo reale, con uno schema pianificato che includeva i seguenti elementi:
- Nove nuove missioni critiche (tre per ciascuna delle tre organizzazioni del gioco) ogni sei settimane, pubblicate settimanalmente come parte integrante del pacchetto di gioco.
- Nuovi disegni cinematografici fatti a mano ogni sei settimane in coincidenza con l'inizio di un nuovo sub-capitolo.
- Eventi giornalieri in diretta.
- Incontri organizzati su vasta scala (uno ogni mese).

#### Organizzazione dei capitoli
The Matrix Online utilizzava un sistema organizzativo simile a quello dei software per salvare nella memoria l'ordine cronologico degli eventi avvenuti nel corso del gioco. Ogni missione critica e il suo conseguente sviluppo venivano pubblicate e salvate secondo questo metodo.
Per esempio: Capitolo 1, sub-capitolo 2, settimana 3 veniva rappresentato dalla sequenza 1.2.3.
Rarebit ha dichiarato che questo sistema numerato era utilizzato solamente per la misurazione cronologica e per il design del gioco (per le varie ricompense associate al completamento di missioni critiche superate in un sistema chiamato Archivio Missioni). Anche se i capitoli e i sub-capitoli non venivano creati come storie a sé stanti, essi erano ugualmente rilevanti per lo svolgimento dell'intera trama.

### Il LESIG program
Il LESIG (Live Event Special Interest Group) era inizialmente concepito come un'operazione attuata dalla Monolith all'interno del gioco e il suo compito era solamente quello di inviare feedback nel gruppo, permettendo agli sviluppatori di capire chiaramente quali fossero le reazioni dei giocatori agli eventi in diretta inviati loro su vasta scala che il team stava creando.
In ogni caso, quando The Matrix Online passò alla Sony Online Entertainment, il programma subì un cambiamento radicale così come cambiarono altri strumenti creati per sviluppare la trama, soprattutto per quanto riguarda il grado e la frequenza delle notizie in diretta, in seguito alla creazione di un Live Event Team.
Il nuovo compito del gruppo era di interpretare ruoli minori di supporto (noti come ufficiali organizzativi di relazione) durante i futuri eventi in diretta, o anche di interpretare personaggi permanenti per accrescere i rapporti tra i giocatori, sostituendo essenzialmente lo staff salariato del LET con giocatori volontari.

### La storia fin qui
Chiarito che la trama del gioco continuava in tempo reale e che la continuazione della trama ufficiale è durata per un paio d'anni, c'è stato un gran numero di eventi per i nuovi giocatori e per i fan della trilogia con cui sono stati messi al corrente. Nonostante la presenza di una giocabilità meccanica attiva per vivere le esperienze passate (il sistema di Archivio Missioni), numerosi giocatori hanno più volte espresso il desiderio di poter leggere sommari scritti della storia. Per soddisfare questa richiesta, Ben Chamberlain, all'epoca designer-capo di The Matrix Online, creò un post nell'agosto del 2008 sui forum ufficiali descrivendo velocemente a grandi linee e sintetizzando la storia del gioco fino ad allora e gli avvenimenti dei capitoli e dei sub-capitoli.

## Lista server
Durante il passaggio del gioco dalla Monolith Productions alla Sony Online Entertainment il 9 agosto 2005, i server esistenti vennero fusi tutti insieme, dando vita a 3 server distinti e separati.
- Syntax era un server non ostile, composto dai giocatori che facevano parte dei vecchi server Linenoise, Proxy e Output.
- Recursion era un altro server non ostile, composto dai giocatori che facevano parte dei vecchi server Method, Regression e Iterator. Era un server RP non ufficiale.
- Vector fu l'unico server ostile. A differenza degli altri due server, dove il combattimento tra giocatori era facoltativo, qui i giocatori erano continuamente chiamati al combattimento PVP (Player Versus Player) dal livello 16 in su. Vector era composto dai giocatori dei vecchi server Enumerator, Heuristic e Input.

## Chiusura
La Sony Online Entertainment chiuse inaspettatamente i battenti del gioco a causa del basso numero di registrazioni ottenuto nel giugno del 2009. Il servizio venne meno alla mezzanotte del 1º agosto 2009. In seguito vennero di conseguenza chiusi tutti i server, e l'evento fu descritto dal sito Giant Bomb attraverso una serie di video chiamata "Not Like This" ("Così no" nella versione italiana), in riferimento ad una frase in lingua originale pronunciata da Switch nel primo film di Matrix.

## Evento finale
Venne programmato un gran finale dove tutti i giocatori online dovevano essere annientati, ma a causa di un problema tecnico del server, molti giocatori vennero disconnessi prima che si concludesse l'evento. Ciò che venne visionato fu un ultimo urrà trapelato tramite un macabro slide-show. Suoni potenti e bassi fotogrammi creati dagli sviluppatori diedero poteri (con effetti grafici ricercati) e abilità avanzate a tutti i giocatori, uniti tramite l'interfaccia utente della chat che, sovraffollandosi, non permise a numerosi utenti di poter vivere l'evento finale come volevano. Dato che ad ogni utente vennero dati tutti i poteri degli sviluppatori, sui server PVP (soprattutto sul server Vector) bastava un solo colpo per uccidere e annientare l'avversario (in gergo "oneshot").

## Successivi progetti amatoriali
Negli anni seguenti , degli appassionati hanno cercato di avviare un progetto amatoriale col nome di "The Matrix Online Server Emulator". Attualmente il progetto conta varie centinaia di utenti attivi. Il client viene aggiornato periodicamente, ma è ancora in fase sperimentale.